# Zoraida erythractis
Zoraida erythractis är en insektsart som beskrevs av William Lucas Distant 1907. Zoraida erythractis ingår i släktet Zoraida och familjen Derbidae. Inga underarter finns listade i Catalogue of Life.